# Каліфорнія (Меріленд)
Каліфорнія (англ. California) — переписна місцевість (CDP) в США, в окрузі Графство Святої Марії штату Меріленд. Населення — 12 947 осіб (2020).

## Географія
Каліфорнія розташована за координатами 38°17′51″ пн. ш. 76°29′32″ зх. д. / 38.29750° пн. ш. 76.49222° зх. д. (38.297599, -76.492143).  За даними Бюро перепису населення США в 2010 році переписна місцевість мала площу 38,81 км², з яких 33,09 км² — суходіл та 5,72 км² — водойми.

## Демографія
Згідно з переписом 2010 року, у переписній місцевості мешкало 11 857 осіб у 4362 домогосподарствах у складі 3107 родин. Густота населення становила 306 осіб/км².  Було 4697 помешкань (121/км²).
Расовий склад населення:
| - 70,7 % — білих - 18,3 % — чорних або афроамериканців - 4,6 % — азіатів - 0,5 % — корінних американців - 0,1 % — вихідців з тихоокеанських островів - 1,6 % — осіб інших рас |

До двох чи більше рас належало 4,3 %. Частка іспаномовних становила 5,7 % від усіх жителів.
За віковим діапазоном населення розподілялося таким чином: 27,2 % — особи молодші 18 років, 64,8 % — особи у віці 18—64 років, 8,0 % — особи у віці 65 років та старші. Медіана віку мешканця становила 34,5 року. На 100 осіб жіночої статі у переписній місцевості припадало 97,1 чоловіків;  на 100 жінок у віці від 18 років та старших — 94,8 чоловіків також старших 18 років.
Середній дохід на одне домашнє господарство  становив 97 378 доларів США (медіана — 86 031), а середній дохід на одну сім'ю — 104 060 доларів (медіана — 94 545). Медіана доходів становила 71 645 доларів для чоловіків та 50 284 долари для жінок. За межею бідності перебувало 8,6 % осіб, у тому числі 14,5 % дітей у віці до 18 років та 0,6 % осіб у віці 65 років та старших.
Цивільне працевлаштоване населення становило 6353 особи. Основні галузі зайнятості: публічна адміністрація — 21,9 %, освіта, охорона здоров'я та соціальна допомога — 20,6 %, науковці, спеціалісти, менеджери — 19,2 %.